# Lijst van rijksmonumenten in de Burgwal

Spaarnwouderbuurt in Haarlem

Hieronder een overzicht van de 112 rijksmonumenten in de buurt Burgwal in de stad Haarlem. De Burgwal, die ook wel Spaarnwouderbuurt genoemd, is net zoals de Spaarnwouderstraat die uitloopt op de Spaarnwouderpoort vernoemd naar het dorp Spaarnwoude dat ten noord oosten van de stad ligt. Het is gelegen ten oosten van de Spaarne en ten westen van de Lange Herenvest.
| Object | Oorspronkelijke functie?  | Bouwjaar                               | Architect                                        | Locatie                                     | Coördinaten?                  | Nr.?   | Afbeelding |
| --- | ------------------------- | -------------------------------------- | ------------------------------------------------ | ------------------------------------------- | ----------------------------- | ------ | --- |
| Amsterdamse Poort | Fort, vesting en -onderdl | 1355                                   |                                                  | Amsterdamse of Spaarwouderpoort             | 52° 22' 50" NB, 4° 38' 47" OL | 19771  | Meer afbeeldingen |
| Hoekpand met aantrekkelijke gevel | Woonhuis                  |                                        |                                                  | Antoniestraat 1                             | 52° 22' 44" NB, 4° 38' 21" OL | 18905  | Hoekpand met aantrekkelijke gevel |
| Pand met klokgevel | Woonhuis                  | 18e eeuw                               |                                                  | Antoniestraat 13                            | 52° 22' 42" NB, 4° 38' 22" OL | 18906  | Meer afbeeldingen |
| Pand met grote tuitgevel | Woonhuis                  | 1612                                   |                                                  | Antoniestraat 33                            | 52° 22' 41" NB, 4° 38' 24" OL | 18907  | Meer afbeeldingen |
| Pand met klokgevel | Woonhuis                  | 18e eeuw                               |                                                  | Antoniestraat 55                            | 52° 22' 40" NB, 4° 38' 26" OL | 18908  | Meer afbeeldingen |
| Pand met trapgevel | Woonhuis                  | tweede helft 17e eeuw                  |                                                  | Antoniestraat 75                            | 52° 22' 37" NB, 4° 38' 28" OL | 18909  | Pand met trapgevel |
| Pand met klokgevel | Woonhuis                  | laatste kwart 17e eeuw                 |                                                  | Antoniestraat 30                            | 52° 22' 39" NB, 4° 38' 26" OL | 18910  | Meer afbeeldingen |
| Pand met lijstgevel met forse kroonlijst | Woonhuis                  | 18e eeuw                               |                                                  | Antoniestraat 32                            | 52° 22' 39" NB, 4° 38' 26" OL | 18911  | Meer afbeeldingen |
| Pand met klokgevel | Woonhuis                  | 1732                                   |                                                  | Burgwal 3                                   | 52° 22' 47" NB, 4° 38' 35" OL | 18999  | Pand met klokgevel |
| Pand met gepleisterde klokgevel en schuur | Woonhuis                  | 18e eeuw                               |                                                  | Burgwal 5                                   | 52° 22' 47" NB, 4° 38' 35" OL | 19000  | Pand met gepleisterde klokgevel en schuur |
| Pand met gepleisterde lijstgevel | Woonhuis                  | 18e eeuw                               |                                                  | Burgwal 7                                   | 52° 22' 47" NB, 4° 38' 35" OL | 19001  | Meer afbeeldingen |
| Pand met, ten dele grijsgepleisterde trapgevel, top rustend op console met leeuwenmasker | Woonhuis                  | aanvang 17e eeuw                       |                                                  | Burgwal 8 zw/rd                             | 52° 22' 46" NB, 4° 38' 33" OL | 19002  | Meer afbeeldingen |
| Pand met trapgevel, top rustend op console met leeuwenmasker. Gemetselde bogen boven vensters. Onderpui verbouwd | Woonhuis                  | aanvang 17e eeuw                       |                                                  | Burgwal 26                                  | 52° 22' 45" NB, 4° 38' 31" OL | 19003  | Meer afbeeldingen |
| Pand met smalle trapgevel | Woonhuis                  | 17e eeuw                               |                                                  | Burgwal 56                                  | 52° 22' 43" NB, 4° 38' 29" OL | 19004  | Meer afbeeldingen |
| Pand met gepleisterde trapgevel, top rustend op console met leeuwenmasker. Onderpui verbouwd | Opslag                    | 1608 (muuranker)                       |                                                  | Burgwal 70                                  | 52° 22' 41" NB, 4° 38' 28" OL | 19005  | Meer afbeeldingen |
| Pakhuis met tuitgevel met tussentrap | Opslag                    | laatste kwart 18e eeuw                 |                                                  | Burgwal 111                                 | 52° 22' 38" NB, 4° 38' 28" OL | 19006  | Meer afbeeldingen |
| Pand met gepleisterde trapgevel | Werk-woonhuis             | 17e eeuw                               |                                                  | Hagestraat 7                                | 52° 22' 44" NB, 4° 38' 23" OL | 19272  | Meer afbeeldingen |
| St. Jacobshuis | Klooster, kloosteronderdl | midden 17e eeuw                        |                                                  | Hagestraat 10                               | 52° 22' 43" NB, 4° 38' 24" OL | 19273  | Meer afbeeldingen |
| 't Scheepje | Woonhuis                  | vroeg 17e eeuw                         |                                                  | Houtmarkt 7                                 | 52° 22' 53" NB, 4° 38' 44" OL | 19283  | Meer afbeeldingen |
| Pand met gepleisterde lijstgevel | Woonhuis                  | 18e eeuw                               |                                                  | Houtmarkt 9                                 | 52° 22' 53" NB, 4° 38' 44" OL | 19284  | Pand met gepleisterde lijstgevel |
| Het pand vanwege een gevelsteen met ridder in wapenrusting "In Den Iserman" | Woonhuis                  |                                        |                                                  | Houtmarkt 13                                | 52° 22' 53" NB, 4° 38' 44" OL | 19285  | Het pand vanwege een gevelsteen met ridder in wapenrusting "In Den Iserman"                                                                        |
| Pand met klokgevel met vazen en pilasters op consoles rustend, uitstekend klein type | Woonhuis                  | 18e eeuw                               |                                                  | Houtmarkt 17 (hk. Melkboersteeg)            | 52° 22' 52" NB, 4° 38' 44" OL | 19286  | Meer afbeeldingen |
| Pand met gepleisterde lijstgevel | Woonhuis                  | 17e eeuw                               |                                                  | Houtmarkt 43 - 43A - 43B                    | 52° 22' 50" NB, 4° 38' 41" OL | 19287  | Pand met gepleisterde lijstgevel |
| Pand met gepleisterde lijstgevel | Werk-woonhuis             | 17e eeuw                               |                                                  | Houtmarkt 45                                | 52° 22' 50" NB, 4° 38' 41" OL | 19288  | Pand met gepleisterde lijstgevel |
| Het pand vanwege een gevelsteen, drie kaken | Woonhuis                  |                                        |                                                  | Houtmarkt 51                                | 52° 22' 50" NB, 4° 38' 40" OL | 19289  | Het pand vanwege een gevelsteen, drie kaken |
| Pand met topgevel | Opslag                    |                                        |                                                  | Houtmarkt 59A                               | 52° 22' 49" NB, 4° 38' 39" OL | 19290  | Meer afbeeldingen |
| Pand met gepleisterde lijstgevel | Werk-woonhuis             | 19e eeuw                               |                                                  | Houtmarkt 61                                | 52° 22' 49" NB, 4° 38' 38" OL | 19291  | Meer afbeeldingen |
| Pand met gepleisterde lijstgevel, beneden verbouwd | Woonhuis                  |                                        |                                                  | Korte Dijk 1                                | 52° 22' 56" NB, 4° 38' 43" OL | 19480  | Meer afbeeldingen |
| Pand met gepleisterde lijstgevel, beneden verbouwd | Woonhuis                  |                                        |                                                  | Korte Dijk 3                                | 52° 22' 56" NB, 4° 38' 43" OL | 19481  | Meer afbeeldingen |
| Pand met klokgevel met dodekop geverfd | Woonhuis                  | 18e eeuw                               |                                                  | Korte Spaarne 1                             | 52° 22' 48" NB, 4° 38' 34" OL | 19488  | Meer afbeeldingen |
| Pand met gepleisterde trapgevel | Woonhuis                  | aanvang 17e eeuw                       |                                                  | Korte Spaarne 3                             | 52° 22' 48" NB, 4° 38' 34" OL | 19489  | Meer afbeeldingen |
| Pand met gepleisterde trapgevel | Woonhuis                  | aanvang 17e eeuw                       |                                                  | Korte Spaarne 5                             | 52° 22' 48" NB, 4° 38' 33" OL | 19490  | Meer afbeeldingen |
| Pand met klokgevel | Woonhuis                  | 18e eeuw                               |                                                  | Korte Spaarne 7                             | 52° 22' 48" NB, 4° 38' 33" OL | 19491  | Meer afbeeldingen |
| Pand met rechte kroonlijst, middenstuk met halfronde verhoging, houten deuromlijsting | Woonhuis                  | 18e eeuw                               |                                                  | Korte Spaarne 11                            | 52° 22' 48" NB, 4° 38' 32" OL | 19492  | Meer afbeeldingen |
| Pand met klokgevel, versierde houten ingangsomlijsting | Woonhuis                  |                                        |                                                  | Korte Spaarne 13                            | 52° 22' 48" NB, 4° 38' 32" OL | 19493  | Meer afbeeldingen |
| Pand met lijstgevel rustend op consoles, onderpui vernieuwd | Woonhuis                  | 18e eeuw                               |                                                  | Korte Spaarne 15                            | 52° 22' 48" NB, 4° 38' 31" OL | 19494  | Meer afbeeldingen |
| De Olyphant: twee overeenkomstige trapgevels van het Haarlems type, bijzonder fraai voorbeeld. Natuurstenen blokken, banden en ontlastingsbogen, zadeldaken. Onderpui verbouwd. Nr 23 gevelsteen op binnenplaats, laatst der 16e eeuw. Gevelsteen aan de Wijdesteeg met olifant. | Woonhuis                  | eind 16e eeuw                          |                                                  | Korte Spaarne 23 - 25 (hk. Wijdesteeg)      | 52° 22' 48" NB, 4° 38' 29" OL | 19495  | Meer afbeeldingen |
| Catharijnebrug | Brug                      | 1902-1903                              |                                                  | Koudehorn 48 t/o nr. (Catharijnebrug)       | 52° 22' 59" NB, 4° 38' 36" OL | 513353 | Meer afbeeldingen |
| Achterzijde Mij van Wetenschappen, gemetselde hoge muur met kantelen en ballen, gotisch smeedijzeren hek, ernaast hoog ijzeren hek met leliemotief | Erfscheiding              |                                        |                                                  | Muur achterzijde Mij van Wetenschappen      | 52° 22' 46" NB, 4° 38' 24" OL | 19775  | Achterzijde Mij van Wetenschappen, gemetselde hoge muur met kantelen en ballen, gotisch smeedijzeren hek, ernaast hoog ijzeren hek met leliemotief |
| Pand met klokgevel | Woonhuis                  | 18e eeuw                               |                                                  | Spaarne 3                                   | 52° 22' 48" NB, 4° 38' 28" OL | 19701  | Meer afbeeldingen |
| Pand met gepleisterde lijstgevel | Woonhuis                  | 18e eeuw                               |                                                  | Spaarne 7                                   | 52° 22' 47" NB, 4° 38' 28" OL | 19702  | Meer afbeeldingen |
| Pand met brede lijstgevel, deuromlijsting en gebeeldhouwde deur, gebeeldhouwde voorstelling, stoephek | Handel en kantoor         | 18e eeuw                               |                                                  | Spaarne 11                                  | 52° 22' 47" NB, 4° 38' 26" OL | 19703  | Meer afbeeldingen |
| Pand met brede gevel met rechte kroonlijst, deuromlijsting en gebeeldhouwde deur | Woonhuis                  | eind 18e eeuw                          |                                                  | Spaarne 13                                  | 52° 22' 47" NB, 4° 38' 25" OL | 19704  | Meer afbeeldingen |
| Hodshon Huis | Woonhuis                  | 1794 (steen)                           |                                                  | Spaarne 17                                  | 52° 22' 47" NB, 4° 38' 23" OL | 19705  | Meer afbeeldingen |
| Pand met lijstgevel met hekpijlers | Woonhuis                  | 18e eeuw                               |                                                  | Spaarne 19                                  | 52° 22' 46" NB, 4° 38' 22" OL | 19706  | Meer afbeeldingen |
| Pand met brede lijstgevel met tandingen, natuurstenen pijlers | Woonhuis                  | 1783 (datering links van deur)         |                                                  | Spaarne 23                                  | 52° 22' 46" NB, 4° 38' 21" OL | 19707  | Meer afbeeldingen |
| Waag | Opslag                    | 1595 (bouw) 1915 (hersteld)            | Lieven de Key                                    | Spaarne 30 (hk Damstraat 29)                | 52° 22' 49" NB, 4° 38' 23" OL | 19708  | Meer afbeeldingen |
| Pand met houten gebeeldhouwde deuromlijsting, fraai stuc interieur | Woonhuis                  | eind 18e eeuw                          |                                                  | Spaarne 29                                  | 52° 22' 46" NB, 4° 38' 20" OL | 19709  | Meer afbeeldingen |
| Pand met puntgevel | Woonhuis                  |                                        |                                                  | Spaarne 31                                  | 52° 22' 46" NB, 4° 38' 19" OL | 19710  | Meer afbeeldingen |
| Pand met natuurstenen blokken en banden, bogen met gebeeldhouwde koppen als sluitsteen, drie gevelstenen met zinnebeeldige voorstellingen | Woonhuis                  | 18e eeuw (hersteld)                    |                                                  | Spaarne 35 (hk. Hoogstraat)                 | 52° 22' 45" NB, 4° 38' 19" OL | 19711  | Meer afbeeldingen |
| Pand met rechte kroonlijst met gevelsteen; 'MDCLIII voor dit huis oefende Jan de Lapper zijn eenvoudig handwerk, verhief zich door beleid en moed tot scheepsbevelhebber en is strijdende voor het vaderland de heldendood gestorven'                                            | Werk-woonhuis             | 18e eeuw                               |                                                  | Spaarne 37 (hk. Hoogstraat 2)               | 52° 22' 45" NB, 4° 38' 19" OL | 19712  | Meer afbeeldingen |
| Pand met rechte kroonlijst | Werk-woonhuis             | 18e eeuw                               |                                                  | Spaarne 39                                  | 52° 22' 45" NB, 4° 38' 19" OL | 19713  | Meer afbeeldingen |
| Pand met klokgevel met onderpui uit later tijd | Werk-woonhuis             |                                        |                                                  | Spaarne 43                                  | 52° 22' 44" NB, 4° 38' 18" OL | 19714  | Meer afbeeldingen |
| Pand met tuitgevel, door houten tympaan gedekt | Werk-woonhuis             |                                        |                                                  | Spaarne 45                                  | 52° 22' 44" NB, 4° 38' 18" OL | 19715  | Meer afbeeldingen |
| Pand met getande lijstgevel | Werk-woonhuis             | ca. 1800                               |                                                  | Spaarne 53                                  | 52° 22' 43" NB, 4° 38' 19" OL | 19716  | Meer afbeeldingen |
| Pand met gebeeldhouwde rechte kroonlijst, fraaie régence deuromlijsting | Woonhuis                  | 1738                                   |                                                  | Spaarne 57                                  | 52° 22' 42" NB, 4° 38' 19" OL | 19717  | Meer afbeeldingen |
| Pand met brede rechte kroonlijst | Woonhuis                  | 1751                                   |                                                  | Spaarne 61 - 63                             | 52° 22' 42" NB, 4° 38' 20" OL | 19718  | Meer afbeeldingen |
| Pand met trapgevel met leeuwenkop consoles | Werk-woonhuis             | 17e eeuw                               |                                                  | Spaarne 69                                  | 52° 22' 41" NB, 4° 38' 20" OL | 19719  | Meer afbeeldingen |
| Pand met tuitgevel naar voren springend middenstuk | Woonhuis                  | eind 17e eeuw (pand) 19e eeu w(ingang) |                                                  | Spaarne 77 - 79                             | 52° 22' 40" NB, 4° 38' 21" OL | 19720  | Meer afbeeldingen |
| Het Zeehert | Woonhuis                  | 19e eeuw                               |                                                  | Spaarne 87                                  | 52° 22' 40" NB, 4° 38' 22" OL | 19721  | Meer afbeeldingen |
| Pand met lijstgevel, twee gevelstenen met cartouches raampje met smeedijzeren rooster, gevelsteen met drie klaverbladen | Woonhuis                  | 1696 (cartouches) 19e eeuw (deur)      |                                                  | Spaarne 89 t/m 113                          | 52° 22' 39" NB, 4° 38' 22" OL | 19722  | Meer afbeeldingen |
| Pand met lijstgevel | Woonhuis                  | aanvang 19e eeuw                       |                                                  | Spaarne 115                                 | 52° 22' 39" NB, 4° 38' 23" OL | 19723  | Meer afbeeldingen |
| Pand met lijstgevel | Woonhuis                  | 1850 (gedateerd)                       |                                                  | Spaarne 2 - 2A                              | 52° 22' 50" NB, 4° 38' 28" OL | 19725  | Meer afbeeldingen |
| Pand met lijstgevel met nieuwe onderpui | Woonhuis                  | 18e eeuw                               |                                                  | Spaarne 4                                   | 52° 22' 50" NB, 4° 38' 28" OL | 19726  | Meer afbeeldingen |
| Pand met lijstgevel met houten ingangsomlijsting | Woonhuis                  | 18e eeuw                               |                                                  | Spaarne 6 - 6A - 6B                         | 52° 22' 50" NB, 4° 38' 27" OL | 19727  | Meer afbeeldingen |
| Pand met brede, iets uitgezwenkte lijstgevel, twee ingangen met houten omlijsting | Woonhuis                  | 18e eeuw                               |                                                  | Spaarne 8                                   | 52° 22' 50" NB, 4° 38' 27" OL | 19728  | Meer afbeeldingen |
| Pand met brede afgeknotte klokgevel, gepleisterd, beneden verbouwd | Werk-woonhuis             | 18e eeuw                               |                                                  | Spaarne 10                                  | 52° 22' 50" NB, 4° 38' 26" OL | 19729  | Meer afbeeldingen |
| Pand met lijstgevel, horizontale hardstenen band, fraai gebeeldhouwde Louis seize deur | Woonhuis                  |                                        |                                                  | Spaarne 14                                  | 52° 22' 49" NB, 4° 38' 26" OL | 19730  | Meer afbeeldingen |
| Pand met lijstgevel, houten deuromlijsting | Woonhuis                  | 18e eeuw                               |                                                  | Spaarne 18                                  | 52° 22' 49" NB, 4° 38' 25" OL | 19732  | Meer afbeeldingen |
| Pand met lijstgevel | Woonhuis                  | 19e eeuw                               |                                                  | Spaarne 20                                  | 52° 22' 49" NB, 4° 38' 24" OL | 19733  | Meer afbeeldingen |
| Pand met trapgeveltje in Haarlemse trant: bogen, neggen en hoeken met natuursteenblokken versierd | Woonhuis                  |                                        |                                                  | Spaarne 22                                  | 52° 22' 49" NB, 4° 38' 24" OL | 19734  | Meer afbeeldingen |
| Pand met klokgevel | Werk-woonhuis             | 18e eeuw                               |                                                  | Spaarne 28                                  | 52° 22' 49" NB, 4° 38' 23" OL | 19735  | Meer afbeeldingen |
| Pand met lijstgevel | Woonhuis                  | 18e eeuw                               |                                                  | Spaarne 32                                  | 52° 22' 49" NB, 4° 38' 21" OL | 19736  | Meer afbeeldingen |
| Pand met lijstgevel | Woonhuis                  | 18e eeuw                               |                                                  | Spaarne 34 A - 34B                          | 52° 22' 49" NB, 4° 38' 21" OL | 19737  | Meer afbeeldingen |
| Korenbeurs, natuurstenen halfronde bogen boven vensters, rechte kroonlijst | Woonhuis                  | 1864                                   |                                                  | Spaarne 36                                  | 52° 22' 49" NB, 4° 38' 21" OL | 19738  | Meer afbeeldingen |
| Pand met Haarlemse trapgevel bekroond door zandstenen leeuw | Woonhuis                  |                                        |                                                  | Spaarne 42 (hk. Berkenrodesteeg)            | 52° 22' 48" NB, 4° 38' 20" OL | 19739  | Meer afbeeldingen |
| Pand met rechte kroonlijst, zich eveneens langs de Berkenrodesteeg uitstrekkend | Woonhuis                  |                                        |                                                  | Spaarne 46                                  | 52° 22' 48" NB, 4° 38' 19" OL | 19740  | Meer afbeeldingen |
| Pand met rechte kroonlijst, in de kroonlijst lage vensters, houten deuromlijsting | Woonhuis                  | tweede helft 18e eeuw                  |                                                  | Spaarne 54 - 54A - 56 - 56A - 56B           | 52° 22' 47" NB, 4° 38' 18" OL | 19741  | Meer afbeeldingen |
| Pand met lijstgevel, fraai gesneden deuromlijsting en bovenlicht | Woonhuis                  | eind 18e eeuw                          |                                                  | Spaarne 58 - 58A - 58B - 58C - 58D          | 52° 22' 47" NB, 4° 38' 17" OL | 19742  | Meer afbeeldingen |
| Hoekpand langs Korte Veerstraat. Bescheiden architectuur, doch van oudheidkundige waarde | Woonhuis                  | tweede helft 17e eeuw (zijgevel)       |                                                  | Spaarne 70                                  | 52° 22' 46" NB, 4° 38' 16" OL | 19743  | Hoekpand langs Korte Veerstraat. Bescheiden architectuur, doch van oudheidkundige waarde                                                           |
| Pand met Haarlemse trapgevel met sierbogen en blokken | Woonhuis                  | 17e eeuw                               |                                                  | Spaarne 90                                  | 52° 22' 44" NB, 4° 38' 15" OL | 19744  | Meer afbeeldingen |
| Pand met rechte lijstgevel, brede kroonlijst | Woonhuis                  | 18e eeuw                               |                                                  | Spaarne 92                                  | 52° 22' 44" NB, 4° 38' 15" OL | 19745  | Pand met rechte lijstgevel, brede kroonlijst |
| 't Wapen van Gelderland | Werk-woonhuis             | 1612 (leeuwenmaskers)                  |                                                  | Spaarne 96                                  | 52° 22' 43" NB, 4° 38' 15" OL | 19746  | Meer afbeeldingen |
| Pand met Haarlemse trapgevel, natuurstenen sierblokken en banden | Werk-woonhuis             | 17e eeuw                               |                                                  | Spaarne 104 (hk. Gravinnesteeg)             | 52° 22' 42" NB, 4° 38' 16" OL | 19747  | Meer afbeeldingen |
| Statig patriciershuis, hoge gevel met rechte kroonlijst, versierde middenpartij, fraaie vaasvormige natuurstenen schoorstenen. Fraai gesmeed régence stoephek verdwenen | Woonhuis                  | eerste helft 18e eeuw                  |                                                  | Spaarne 106                                 | 52° 22' 42" NB, 4° 38' 16" OL | 19748  | Meer afbeeldingen |
| Pand met Haarlemse trapgevel, versierd met natuursteen blokken en banden, gebeeldhouwde balk boven de deur | Woonhuis                  | 1637                                   |                                                  | Spaarne 108                                 | 52° 22' 41" NB, 4° 38' 16" OL | 19749  | Meer afbeeldingen |
| Pand met rechte kroonlijst | Woonhuis                  | eind 18e eeuw                          |                                                  | Spaarne 110                                 | 52° 22' 41" NB, 4° 38' 16" OL | 19750  | Meer afbeeldingen |
| Teylers Museum/Teylerstichting | Welzijn, kunst en cultuur | 1784 + 19e eeuw                        | Leendert Viervant (museum) C. Ulrich (voorgevel) | Spaarne 16 (Teylermuseum)                   | 52° 22' 49" NB, 4° 38' 25" OL | 513441 | Meer afbeeldingen |
| Melkbrug | Brug                      | 1886                                   |                                                  | Spaarne 70 t/o nr (Melkbrug)                | 52° 22' 46" NB, 4° 38' 18" OL | 513403 | Meer afbeeldingen |
| Hoge pakhuisgevel gepleisterd, vroeger waarschijnlijk trapgevel, top rustend op console met leeuwenmasker | Woonhuis                  | eerste helft 17e eeuw                  |                                                  | Spaarnwouderstraat 19 (hk. Ossehoofdsteeg)  | 52° 22' 47" NB, 4° 38' 31" OL | 19752  | Meer afbeeldingen |
| Pand met rechte kroonlijst | Woonhuis                  | midden 19e eeuw                        |                                                  | Spaarnwouderstraat 37 (zie Vissersbocht 17) | 52° 22' 48" NB, 4° 38' 36" OL | 19753  | Meer afbeeldingen |
| Pand met gepleisterde lijstgevel | Woonhuis                  | 18e eeuw                               |                                                  | Spaarnwouderstraat 43                       | 52° 22' 48" NB, 4° 38' 37" OL | 19754  | Meer afbeeldingen |
| Pand met gepleisterde lijstgevel | Woonhuis                  | 18e eeuw                               |                                                  | Spaarnwouderstraat 45                       | 52° 22' 48" NB, 4° 38' 38" OL | 19755  | Meer afbeeldingen |
| Pand met smalle trapgevel | Woonhuis                  | 17e eeuw                               |                                                  | Spaarnwouderstraat 55 (hk Sleutelstraat)    | 52° 22' 49" NB, 4° 38' 39" OL | 19756  | Meer afbeeldingen |
| Pand met halsgevel, vroeger waarschijnlijk trapgevel | Woonhuis                  | midden 17e eeuw                        |                                                  | Spaarnwouderstraat 57                       | 52° 22' 49" NB, 4° 38' 40" OL | 19757  | Pand met halsgevel, vroeger waarschijnlijk trapgevel                                                                                               |
| Koetshuis | Woonhuis                  | eerste kwart 19e eeuw                  |                                                  | Spaarnwouderstraat 10                       | 52° 22' 45" NB, 4° 38' 23" OL | 19758  | Meer afbeeldingen |
| Pand met klokgevel met oude ingangspartij | Woonhuis                  | 18e eeuw                               |                                                  | Spaarnwouderstraat 36                       | 52° 22' 47" NB, 4° 38' 30" OL | 19759  | Meer afbeeldingen |
| Pand met twee gekoppelde gepleisterde halsgevels, beneden verbouwd | Woonhuis                  | begin 17e eeuw                         |                                                  | Spaarnwouderstraat 38 - 40                  | 52° 22' 47" NB, 4° 38' 30" OL | 19760  | Meer afbeeldingen |
| Pand met gepleisterde trapgevel, bovenstuk afgeknot, onderpui verbouwd | Woonhuis                  | 17e eeuw                               |                                                  | Spaarnwouderstraat 52                       | 52° 22' 47" NB, 4° 38' 32" OL | 19761  | Meer afbeeldingen |
| Pand met gepleisterde klokgevel | Woonhuis                  | 18e eeuw                               |                                                  | Spaarnwouderstraat 64                       | 52° 22' 47" NB, 4° 38' 36" OL | 19762  | Meer afbeeldingen |
| Pand met zwaar bepleisterde klokgevel | Woonhuis                  |                                        |                                                  | Spaarnwouderstraat 68                       | 52° 22' 47" NB, 4° 38' 36" OL | 19763  | Meer afbeeldingen |
| Pand met klokgevel, hersteld | Woonhuis                  |                                        |                                                  | Spaarnwouderstraat 72 - 72A - 72B - 72C     | 52° 22' 48" NB, 4° 38' 37" OL | 19764  | Meer afbeeldingen |
| Pand met klokgevel, gepleisterd | Woonhuis                  | 17e eeuw                               |                                                  | Spaarnwouderstraat 76                       | 52° 22' 48" NB, 4° 38' 37" OL | 19765  | Meer afbeeldingen |
| Pand met trapgevel, met dodekop geverfd, ruitsteen met klaverblad | Woonhuis                  | begin 17e eeuw                         |                                                  | Spaarnwouderstraat 78 (hk. Spiegelstraat 2) | 52° 22' 47" NB, 4° 38' 37" OL | 19766  | Meer afbeeldingen |
| Pand met trapgevel, top rustend op console met leeuwenmasker. Trapgevel gekoppeld aan die van het buurnummer 86 | Werk-woonhuis             | eerste helft 17e eeuw                  |                                                  | Spaarnwouderstraat 84                       | 52° 22' 48" NB, 4° 38' 38" OL | 19767  | Meer afbeeldingen |
| Pand met trapgevel, top rustend op console met leeuwenmasker. Trapgevel gekoppeld aan die van het buurnummer 84 | Woonhuis                  | eerste helft 17e eeuw                  |                                                  | Spaarnwouderstraat 86                       | 52° 22' 48" NB, 4° 38' 39" OL | 19768  | Meer afbeeldingen |
| Pand met brede klokgevel, vooruitspringend middenstuk | Woonhuis                  |                                        |                                                  | Spaarnwouderstraat 94                       | 52° 22' 48" NB, 4° 38' 39" OL | 19769  | Meer afbeeldingen |
| Pand met smalle trapgevel, bovenstuk later afgerond | Woonhuis                  | eind 16e eeuw                          |                                                  | Spaarnwouderstraat 108                      | 52° 22' 49" NB, 4° 38' 41" OL | 448991 | Meer afbeeldingen |
| Pand met brede trapgevel, bovenverdieping met halve luiken en kruisvensters | Werk-woonhuis             | aanvang 17e eeuw                       |                                                  | Spaarnwouderstraat 114 - 116                | 52° 22' 49" NB, 4° 38' 42" OL | 19772  | Meer afbeeldingen |
| Pand met klokgevel met voluten, gepleisterd | Werk-woonhuis             | 18e eeuw                               |                                                  | Spaarnwouderstraat 118                      | 52° 22' 49" NB, 4° 38' 42" OL | 19773  | Meer afbeeldingen |
| Pand met klokgevel, gepleisterd | Werk-woonhuis             | 18e eeuw                               |                                                  | Spaarnwouderstraat 120                      | 52° 22' 49" NB, 4° 38' 42" OL | 19774  | Meer afbeeldingen |
| Twee gekoppelde trapgeveltjes, gepleisterd | Woonhuis                  | begin 17e eeuw                         |                                                  | Spiegelstraat 3 - 5                         | 52° 22' 47" NB, 4° 38' 38" OL | 19783  | Meer afbeeldingen |

Centrum:
Bakenessergracht ·
Frankestraat ·
Gedempte Oude Gracht ·
Gierstraat ·
Groot Heiligland ·
Grote Houtstraat ·
Grote Markt ·
Jansstraat ·
Kenaupark ·
Klein Heiligland ·
Kleine Houtstraat ·
Kleine Houtweg ·
Koningstraat ·
Nieuwe Gracht ·
Parklaan ·
Spaarnwouderbuurt ·
Wilhelminastraat ·
Zijlstraat

Zuid-West:
Florapark ·
Floraplein ·
Wagenweg 

Haarlem-Oost

Schalkwijk

Noord:
Begraafplaats Kleverlaan ·
Spaarndam 